# 西里波季克河
西里波季克河（烏克蘭語：Сирий Потік），是烏克蘭的河流，位於該國西部外喀爾巴阡州，屬於烏日河的右支流，流經烏日霍羅德區，河道全長12公里，流域面積29.8平方公里。